# Deadline
Deadline – angielski termin oznaczający cezurę bądź granicę czasową, przed jaką dana czynność ma zostać wykonana. W teorii zarządzania projektami określenie to pojawia się najczęściej w kontekście kamieni milowych projektu.